# Conference of Presidents of Major American Jewish Organizations
The Conference of Presidents of Major American Jewish Organizations (en español: La Conferencia de Presidentes de las Mayores Organizaciones Judías de los Estados Unidos, abreviado como Conference of Presidents) se autodescribe como "un lugar central para los estadounidenses e israelíes clave y otros líderes del mundo para consultar sobre cuestiones de interés fundamental para la comunidad judía". A menudo se denomina simplemente la "Conferencia de presidentes".
Actualmente compuesta por 51 organizaciones nacionales de judíos, la Conferencia se reúne con poca frecuencia a hacer grandes declaraciones o reunirse con importantes dirigentes. La Conferencia fue fundada para promover el estado de Israel en los EE. UU., y sigue siendo su principal tarea. La Conferencia no presenta proyectos de políticas (lo que es realizado por el Jewish Council for Public Affairs, Consejo Judío para los Asuntos Públicos), ni funciona como un lobby o grupo de presión convencional (como el Comité de Asuntos Públicos Estados Unidos-Israel más conocido como (AIPAC).

## Historia
La Conferencia fue creada en 1956 en respuesta a las solicitudes del presidente Dwight D. Eisenhower y su administración. La comunidad judía estadounidense de esa época estaba atravesando un período de gran crecimiento en la cantidad de grupos políticos similares (como el Comité Judío Estadounidense y el Congreso Judío Estadounidense) y la creciente influencia de las corrientes de judíos en la política (en particular, el judaísmo ortodoxo y el conservador). La administración Eisenhower quería un método más fácil para medir la opinión de la comunidad, sin tener que entrar en la política interna de la comunidad. La Conferencia estableció una voz unificada para la comunidad, que pueden consultar los funcionarios del gobierno sobre cuestiones importantes.
Una de las acciones más destacadas de la Conferencia de presidentes fue en 1975, cuando logró un consenso entre todas sus organizaciones (y algunas que se unieron solo en aquella ocasión) para organizar en boicot turístico en contra de México, tras el impulso de los países árabes, y con el apoyo del bloque soviético y del Movimiento de Países No Alineados, para considerar al sionismo como una forma de racismo durante la Conferencia del Año de la Mujer en la Ciudad de México, y la posterior adopción de la resolución 3379 por parte de la Asamblea General de la ONU, de carácter declarativo y no vinculante, que lo hacía equiparable al apartheid sudafricano (72 votos a favor, 35 en contra y 32 abstenciones). El conjunto de las organizaciones judías estadounidenses anunció la suspensión de sus viajes a México a finales de 1975 y no los reanudó hasta tener diversas reuniones con altos mandatarios mexicanos y estadounidenses para discutir la postura mexicana.
En primeros 30 años, la Conferencia fue dirigida por un hombre, Yehuda Hellman. Después de su muerte en 1986, Malcolm Hoenlein fue nombrado presidente. Hoenlein tomó un papel mucho más fuerte en la configuración de la política de los Estados Unidos, especialmente a través del Poder Ejecutivo. Todos los miembros de la Conferencia de Presidentes pertenecen al Comité Ejecutivo de la organización AIPAC.

## Lista de las organizaciones que forman parte de la Conferencia de Presidentes
En 2014, las organizaciones miembros de la conferencia de presidentes eran las siguientes:
- Alpha Epsilon Pi. (AEPI). Fraternidad estudiantil.
- American Committee for Shaare Zedek Medical Center in Jerusalem. Comité Americano por el Centro Médico Shaare Zedek en Jerusalén.
- Ameinu. Our People. Ameinu. Nuestro Pueblo.
- American Friends of Likud - Amigos Americanos del Likud.
- American Gathering of Jewish Holocaust Survivors and Their Descendants. Agrupación Americana de Supervivientes Judíos del Holocausto y Sus Descendientes.
- America-Israel Friendship League. Liga de Amistad Americana-Israelí.
- American Israel Public Affairs Committee (AIPAC). Comité Americano Israelí de Asuntos Públicos.
- American Jewish Committee. Comité Judío Estadounidense.
- American Jewish Congress. Congreso Judío Estadounidense.
- American Jewish Joint Distribution Committee. Comité Judío Americano de Distribución Conjunta.
- American Sephardi Federation. Federación Sefardí Estadounidense.
- American Zionist Movement. Movimiento Sionista Americano.
- Americans for Peace Now. Estadounidenses por la Paz Ahora.
- AMIT Children. AMIT Niños.
- Anti-Defamation League (ADL) Liga Antidifamación.
- Association of Reform Zionists of America. (ARZA) Asociación de Sionistas Reformistas de América.
- B'nai B'rith International. B'nai B'rith Internacional.
- Bnai Zion. Los Hijos de Sion.
- Central Conference of American Rabbis. Conferencia Central de Rabinos Estadounidenses.
- Cantors Assembly. Asamblea de Cantores.
- Committee for Accuracy in Middle East Reporting in America. (CAMERA). Comité por la Veracidad en Oriente Medio Informando en América.
- Development Corporation for Israel. State of Israel Bonds. Corporación para el Desarrollo de Israel. Bonos del Estado de Israel.
- Emunah of America. Emunah de América.
- Friends of the Israel Defense Forces (FIDF). Amigos de las Fuerzas de Defensa de Israel.
- Hadassah, the Women 's Zionist Organization of America. Hadassah, la Organización de las Mujeres Sionistas de América.
- Hebrew Immigrant Aid Society. (HIAS). Sociedad de Ayuda al Inmigrante Hebreo.
- Hillel International. Hillel: la Fundación Judía por la Vida en el Campus.
- Jewish Community Centers of North America Association. Asociación de Centros Comunitarios Judíos de América del Norte.
- Jewish Council for Public Affairs. Consejo Judío Para los Asuntos Públicos.
- Jewish Institute for National Security Affairs. (JINSA). Instituto Judío para los Asuntos de Seguridad Nacional.
- Jewish Labor Committee. Comité Judío del Trabajo.
- Jewish National Fund. Fondo Nacional Judío.
- Jewish Reconstructionist Federation. Federación Reconstruccionista Judía.
- Jewish War Veterans of the United States of America. Veteranos de Guerra Judíos de los Estados Unidos de América.
- Jewish Women International. Mujeres Judías Internacional.
- Jewish Federations of North America. Federaciones Judías de América del Norte.
- Maccabi USA. Maccabi EEUU.
- Mercaz USA, Zionist Organization of the Conservative Movement. Mercaz EE. UU., Organización Sionista del Movimiento Conservador.
- Na'amat USA. Na'amat EEUU. Este grupo ha ayudado a las mujeres y los niños de Israel durante 80 años.
- National Coalition Supporting Eurasian Jewry (NCSEJ). Coalición Nacional de Apoyo a los Judíos de Eurasia.
- National Council of Jewish Women. Consejo Nacional de Mujeres Judías.
- National Council of Young Israel. Consejo Nacional del Joven Israel.
- World ORT - ORT in America. ORT Mundo. ORT en América.
- Rabbinical Assembly of America. Asamblea Rabínica de América.
- Rabbinical Council of America. Consejo Rabínico de América.
- Religious Zionist of America (RZA). Sionistas Religiosos de América.
- Union for Reform Judaism (URJ). Unión para el Judaísmo Reformista.
- Union of Orthodox Jewish Congregation of America (Orthodox Union) (OU). Unión de Congregaciones Judías Ortodoxas de América. (Unión Ortodoxa).
- United Synagogue of Conservative Judaism (USCJ). Sinagoga Unida del Judaísmo Conservador.
- Women's International Zionist Organization (WIZO). Organización Internacional de Mujeres Sionistas (WIZO).
- Women's League for Conservative Judaism. Liga de Mujeres por el Judaísmo conservador.
- Women of Reform Judaism. Mujeres del Judaísmo reformista.
- Workmen's Circle. Der Arbeter Ring. Círculo de los Trabajadores.
- World Zionist Organization. Organización Sionista Mundial.
- Zionist Organization of America (ZOA). Organización Sionista de América. (ZOA).